# VOLMET
Un VOLMET ou vol météo est une information météorologique destinée aux aéronefs et transmise par radiotéléphonie de façon continue. Pendant le vol, la réception d'informations permet de vérifier l'évolution de la situation météorologique sur le parcours et à l'arrivée. Ces émissions régulières en HF et en VHF diffusent l'observation météorologique régulière (ou spéciale), suivie le cas échéant de tendances.

## Principe
La diffusion des messages VOLMET contiennent des informations météorologiques. Sur les longs trajets: le long des routes nationales ou internationales de l'aviation civile et hors des routes, les pilotes écoutent les messages VOLMET correspondant à leurs trajets.
Les messages VOLMET sont émis en radiotéléphonie dans les bandes aéronautiques. Chaque aéroport important communique aux stations VOLMET les changements météorologiques. Les messages peuvent être enregistrés par une personne ou être produits par synthèse vocale. La diffusion est effectuée en anglais (et éventuellement en langue locale dans la bande aéronautique VHF).

## Exemple de message VOLMET
```
France Paris Orly à 15 heures,
vent 90 degrés 10 nœuds,
plafond 4/8 à 1000 pieds,
température +5, 
point de rosée +1,
QNH 1011, 
QFE 1001,

```

- France Paris-Orly à 15 heures : lieu et heure d'enregistrement des observations en temps universel coordonné (UTC),
- vent 90 degrés 10 nœuds : vent d'est, vitesse 10 kt (soit 18 km/h),
- plafond 4/8 à 1000 pieds : ciel est à demi couvert à 1 000 pieds (soit 330 mètres),
- température 5 : température (en °C),
- point de rosée 1 : température de formation de la condensation ou du givre (en °C),
- QNH 1011 : pression atmosphérique ramenée au niveau de la mer (en hPa) utilisée pour déterminer l'altitude, (à ne pas confondre avec l'atmosphère normalisée ISA, qui correspond à un QNH théorique de 1 013,25 hPa), et donne le niveau de vol,
- QFE 1001 : pression atmosphérique au niveau de la piste de l'aérodrome (en hPa) utilisée pour l'atterrissage et le décollage, permet de déterminer l'altitude de l'aéronef au-dessus de la piste,

La pression atmosphérique est la référence pour le calage des altimètres.

## Stations VOLMET audibles depuis la France

### HF

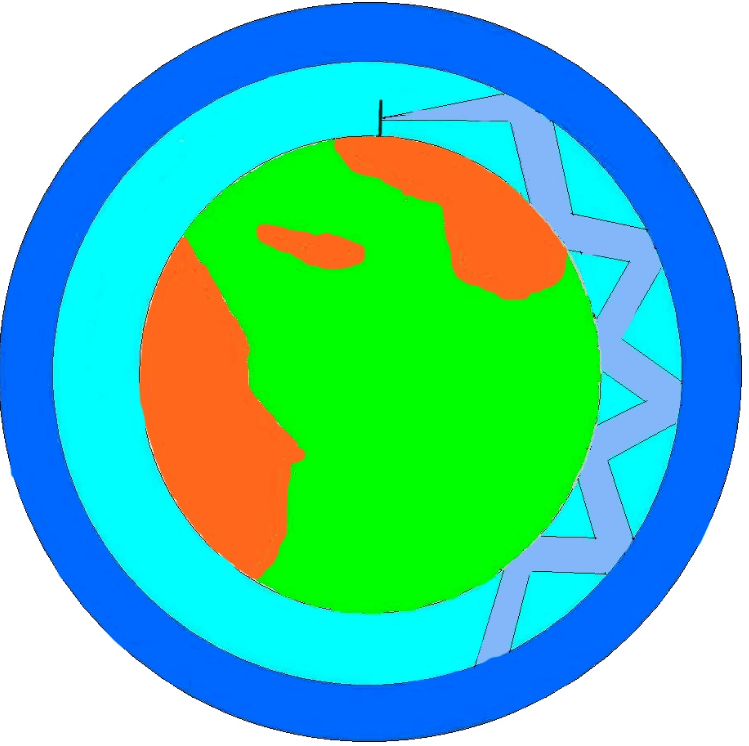
La propagation par onde réfléchie entre ciel et terre.

Des stations VOLMET HF en BLU (bande latérale unique) type USB sont audibles depuis la France :
| Station            | Fréquences (kHz)                |
| ------------------ | ------------------------------- |
| Afrique du Nord    | 3 404 - 6 538 - 8 852           |
| Shannon            | 3 413 - 5 505 - 8 957 - 13 264  |
| Royal Air Force    | 5 450 - 11 253                  |
| New York et Gander | 6 604 - 10 051 - 13 270         |
| Rostov             | 2 491 - 8 939 - 11 297 - 13 270 |
| Trenton            | 6 754 - 15 034                  |
| Tallinn Estonie    | 4 645                           |

À grande distance, les faibles fréquences décamétriques sont audibles lorsqu’il fait nuit entre le lieu d’émission et de réception, les fréquences plus hautes sont audibles de jour. Les ondes décamétriques se propagent par réflexions successives entre le sol ou la mer et les couches E, F, F1 et F2 et par l'onde de sol.

### VHF
En France, trois stations VOLMET émettaient dans la bande aéronautique VHF (en AM). Il est à noter que depuis 2021, la France a procédé a un arrêt temporaire de l'utilisation des VOLMET en vue d'un arrêt définit. Dans les faits, en 2025 ce service n'a toujours pas été rétabli.
| Station   | Fréquence (MHz) | Langue   | Aérodromes inclus                                                                                    |
| --------- | --------------- | -------- | --- |
| Bordeaux  | 126,400         | Anglais  | Bordeaux, Toulouse, Paris CDG, Paris Orly, Madrid, Barcelone, Palma de M., Lisbonne, Genève          |
| Bordeaux  | 127,000         | Français | Bordeaux, Toulouse, Tarbes, Biarritz, Marseille, Nice, Paris Orly, Paris CDG, Lille, Pau, Tours      |
| Marseille | 127,400         | Anglais  | Marseille, Nice, Lyon, Genève, Paris CDG, Rome, Milan, Palma de M., Barcelone                        |
| Marseille | 128.600         | Français | Marseille, Nice, Ajaccio, Bastia, Lyon, Toulouse, Paris Orly, Paris CDG, Lille, Montpellier, Nîmes   |
| Paris     | 126,000         | Anglais  | Paris CDG, Paris Orly, Lyon, Genève, Zurich, Londres Heathrow, Londres Gatwick, Bruxelles, Amsterdam |
| Paris     | 125.155         | Français | Paris Orly, Paris CDG, Nantes, Tours, Beauvais, Lille, Brest, Strasbourg, Bâle, Reims                |